# Supercopa de Malta
La Supercopa de Malta es un partido de fútbol anual entre los campeones de la Premier League de Malta y la Copa Maltesa.
La primera edición del trofeo fue en 1985 y es organizada por la Asociación de Fútbol de Malta, se celebra en el mes de agosto al comienzo de la temporada futbolística en el país.

## Palmarés
| Temporada | Campeón          | Resultado        | Finalista        | Sede de la final           |
| --------- | ---------------- | ---------------- | ---------------- | -------------------------- |
| 1985      | Rabat Ajax       | 2 – 0            | Żurrieq          | Estadio Nacional, Ta' Qali |
| 1986      | Rabat Ajax       | 4 – 2            | Hibernians       | Estadio Nacional, Ta' Qali |
| 1987      | Ħamrun Spartans  | 3 – 0            | Valletta         | Estadio Nacional, Ta' Qali |
| 1988      | Ħamrun Spartans  | 1 – 0            | Sliema Wanderers | Estadio Nacional, Ta' Qali |
| 1989      | Ħamrun Spartans  | 3 – 3 (7-6 pen.) | Sliema Wanderers | Estadio Nacional, Ta' Qali |
| 1990      | Valleta          | 3 – 0            | Sliema Wanderers | Estadio Nacional, Ta' Qali |
| 1991      | Ħamrun Spartans  | 1 – 1 (6-5 pen.) | Valletta         | Estadio Nacional, Ta' Qali |
| 1992      | Ħamrun Spartans  | 2 – 0            | Valletta         | Estadio Nacional, Ta' Qali |
| 1993      | Floriana         | 4 – 1            | Valletta         | Estadio Nacional, Ta' Qali |
| 1994      | Hibernians       | 2 – 2 (5-4 pen.) | Floriana         | Estadio Nacional, Ta' Qali |
| 1995      | Valletta         | 2 – 2 (6-5 pen.) | Hibernians       | Estadio Nacional, Ta' Qali |
| 1996      | Sliema Wanderers | 0 – 0 (3-2 pen.) | Valletta         | Estadio Nacional, Ta' Qali |
| 1997      | Valletta         | 5 – 2            | Birkirkara       | Estadio Nacional, Ta' Qali |
| 1998      | Valletta         | 2 – 0            | Hibernians       | Estadio Nacional, Ta' Qali |
| 1999      | Valletta         | 2 – 1            | Birkirkara       | Estadio Nacional, Ta' Qali |
| 2000      | Sliema Wanderers | 3 – 0            | Birkirkara       | Estadio Nacional, Ta' Qali |
| 2001      | Valletta         | 2 – 1            | Sliema Wanderers | Estadio Nacional, Ta' Qali |
| 2002      | Birkirkara       | 1 – 0            | Hibernians       | Estadio Nacional, Ta' Qali |
| 2003      | Birkirkara       | 2 – 0            | Sliema Wanderers | Estadio Nacional, Ta' Qali |
| 2004      | Birkirkara       | 3 – 1            | Sliema Wanderers | Estadio Nacional, Ta' Qali |
| 2005      | Birkirkara       | 3 – 0            | Sliema Wanderers | Estadio Nacional, Ta' Qali |
| 2006      | Birkirkara       | 2 – 1            | Hibernians       | Estadio Nacional, Ta' Qali |
| 2007      | Hibernians       | 3 – 1            | Marsaxlokk       | Estadio Nacional, Ta' Qali |
| 2008      | Valletta         | 2 – 0            | Birkirkara       | Estadio Nacional, Ta' Qali |
| 2009      | Sliema Wanderers | 1 – 0            | Hibernians       | Estadio Nacional, Ta' Qali |
| 2010      | Valletta         | 3 – 2            | Birkirkara       | Estadio Nacional, Ta' Qali |
| 2011      | Valletta         | 3 – 0            | Floriana         | Estadio Nacional, Ta' Qali |
| 2012      | Valletta         | 3 – 1            | Hibernians       | Estadio Nacional, Ta' Qali |
| 2013      | Birkirkara       | 3 – 2            | Hibernians       | Estadio Nacional, Ta' Qali |
| 2014      | Birkirkara       | 2 – 1            | Valletta         | Estadio Nacional, Ta' Qali |
| 2015      | Hibernians       | 2 – 1            | Birkirkara       | Estadio Nacional, Ta' Qali |
| 2016      | Valletta         | 2 – 1            | Sliema Wanderers | Estadio Nacional, Ta' Qali |
| 2017      | Floriana         | 1 – 0            | Hibernians       | Estadio Nacional, Ta' Qali |
| 2018      | Valletta         | 2 – 1            | Balzan           | Estadio Nacional, Ta' Qali |
| 2019      | Valletta         | 2 – 1            | Balzan           | Estadio Nacional, Ta' Qali |
| 2020      | No disputadas    | No disputadas    | No disputadas    | No disputadas              |
| 2021      | No disputadas    | No disputadas    | No disputadas    | No disputadas              |
| 2022      | Hibernians       | 0 – 0 (5-4 pen.) | Floriana         | Gozo Stadium, Xewkija      |
| 2023      | Ħamrun Spartans  | 4 – 0            | Birkirkara       | Estadio Nacional, Ta' Qali |
| 2024      | Ħamrun Spartans  | 2 – 0            | Sliema Wanderers | Estadio Nacional, Ta' Qali |

## Títulos por club
| Club                | Títulos | Subtítulos | Años campeón                                                                 |
| ------------------- | ------- | ---------- | ---------------------------------------------------------------------------- |
| Valletta FC         | 13      | 6          | 1990, 1995, 1997, 1998, 1999, 2001, 2008, 2010, 2011, 2012, 2016, 2018, 2019 |
| Birkirkara FC       | 7       | 7          | 2002, 2003, 2004, 2005, 2006, 2013, 2014                                     |
| Ħamrun Spartans FC  | 7       | -          | 1987, 1988, 1989, 1991, 1992, 2023, 2024                                     |
| Hibernians FC       | 4       | 9          | 1994, 2007, 2015, 2022                                                       |
| Sliema Wanderers FC | 3       | 9          | 1996, 2000, 2009                                                             |
| Floriana FC         | 2       | 3          | 1993, 2017                                                                   |
| Rabat Ajax FC       | 2       | -          | 1985, 1986                                                                   |
| Balzan FC           | -       | 2          | -----                                                                        |
| Żurrieq FC          | -       | 1          | -----                                                                        |
| Marsaxlokk FC       | -       | 1          | -----                                                                        |